# راي 1
راي 1 (النطق الإيطالي: ‎[ˈrai ˈuːno]‏) هي قناة تلفزيونية إيطالية مجانية تملكها وتديرها هيئة الإذاعة العامة المملوكة للدولة راي وهي القناة التلفزيونية الرئيسية للشركة، وتشتهر ببث البرامج العامة التي عادة ما تستهدف العائلات، بما في ذلك نشرات أخبار TG1، والدراما والسينما والأخبار العاجلة والرياضية والفعاليات الخاصة.
أطلقت في 3 يناير 1954 أول خدمة تلفزيونية منتظمة في إيطاليا. كانت القناة الوحيدة حتى 4 نوفمبر 1961، عندما أطلقت RAI قناة ثانية. تمت الإشارة إلى القناة في البداية باسم «Programma Nazionale». ولقبت بأسماء أخرى، مثل «Rete 1» و «Raiuno» حتى تبنت اسمها الحالي «Rai 1». لديها أعلى نسبة مشاهدة في إيطاليا، وتتنافس بانتظام مع ميدياست.
يتوفر البث المجاني عبر الأقمار الصناعية من هوت بيرد 13B في المملكة المتحدة.

## تغذية عالية الوضوح
أطلقت القناة بث عالي الدقة 1080i في سبتمبر 2013، وهو متاح على الصعيد الوطني على مزودي التلفزيون بالاشتراك وعلى DTT (القناة 1). في السابق كانت تبث برامج إتش دي على Rai HD.

## الشعارات

3 أكتوبر 1983 حتى 26 سبتمبر 1988
18 مايو 2010 إلى 12 سبتمبر 2016
قيد الاستخدام منذ سبتمبر 2016

## روابط خارجية
- الموقع الرسمي باللغة الإيطالية